# Detlef Dähn
Detlef Dähn (* 16. Dezember 1960, in Berlin) ist ein deutscher Historiker, Fotograf und Autor des Zyklus »Supertramp« und diverser historischer und aktuellpolitischer Artikel. Seine neuesten Publikationen erscheinen wegen seiner oft brisanten Themen unter dem Pseudonym Filius Dannicus (FILIVS DANNICVS).

## Leben
Dähn verlebte seine Kindheit und Jugend im Prenzlauer Berg. Nach der Schulzeit absolvierte er eine Ausbildung zum Außenhandelskaufmann und war anschließend bei den Nachrichtentruppen der Nationalen Volksarmee (NVA), ab 1982 studierte er Außenwirtschaft.
1986 heiratete Dähn in Dresden und wurde Vater von zwei Kindern. Nach der Trennung 1989 kehrte er nach Berlin zurück und beschäftigte sich mit konzeptionellen Vorarbeiten zum »Supertramp«.
Dähn gehörte von 1991 bis 1993 zum Führungskräftenachwuchs beim Aufbau des Neckermann-Kaufhauses in der Karl-Marx-Allee, ab 1993 selbständiger Einzelhändler in Berlin Prenzlauer Berg.
Ab 1994 arbeitete er als Fotograf; konzentrierte sich dann wieder auf die Autorentätigkeit; Verdichtung des Werkes »Supertramp«.
2002 heiratete er erneut und machte sich mit der Eröffnung des Ladengeschäftes »Weltbildarchiv« in Berlin-Köpenick selbstständig. 2004 vollendete er den ersten Bande »Supertramp«.
Dähns dokumentarischer Erzählstil kann als eigenwillig satirisch beschrieben werden, er orientiert sich darin an Schriftstellern wie z. B. DDR-Autoren wie Herbert Jobst oder Rudi Strahl. Gegenwärtig arbeitet er an historischen Nachweisen über Geschichtsfälschungen und vorbehaltlosen gesellschaftskritischen Betrachtungen über die kriminellen Machenschaften politischer, staatlicher und überstaatlicher Institutionen
| Personendaten    | Personendaten                            |
| ---------------- | ---------------------------------------- |
| NAME             | Dähn, Detlef                             |
| ALTERNATIVNAMEN  | Dannicus, Filius                         |
| KURZBESCHREIBUNG | deutscher Historiker, Fotograf und Autor |
| GEBURTSDATUM     | 16. Dezember 1960                        |
| GEBURTSORT       | Berlin                                   |